# (20473) 1999 NS8
A (20473) 1999 NS8 a Naprendszer kisbolygóövében található aszteroida. A LINEAR projekt keretében fedezték fel 1999. július 13-án.